# Mühlenbremsfahrstuhl

Die drei Betriebszustände

Ein Mühlenbremsfahrstuhl dient in den Mühlen dem vertikalen Personentransport und kommt hauptsächlich in Wasser- vereinzelt auch in Windmühlen vor. Waren werden zumeist mit Eigengewicht, Elevator oder Pneumatik vertikal bewegt.

## Funktion
Der Antrieb erfolgt über eine Aufwickeltrommel, die über ein Steuerseil von der Person die den Fahrstuhl benutzt angesteuert wird. Für die Aufwärtsfahrt wird diese an eine laufende Friktionsscheibe gedrückt. Die Aufwickeltrommel wird über Reibung in Bewegung gesetzt und wickelt das Tragseil auf, der Fahrstuhl fährt nach oben. Lässt der Fahrstuhlbenutzer das Steuerseil wieder los, fällt die Aufwickeltrommel wieder in den Bremssattel, die Trommel wird angebremst und der Aufzug steht.
Soll die Fahrt abwärtsgehen, wird die Aufwickeltrommel nur so weit angehoben, dass diese aus dem Bremssattel gehoben wird, die Rolle bekommt Schlupf und der Fahrstuhl fährt aufgrund des Eigengewichts nach unten.

## Gesetzliche Bestimmungen
Seit dem 1. Januar 2010 dürfen Mühlenbremsfahrstühle in Deutschland nicht mehr betrieben werden. Der in § 27 Abs. 3 der Betriebssicherheitsverordnung übergangsweise gewährte Bestandsschutz für den Betrieb bestehender Anlagen lief zu diesem Zeitpunkt nach mehrfacher Verlängerung aus. In Mühlen mit einer Mahlleistung von mehr als zehn Tonnen pro Tag war bereits seit 1. Januar 1995 aufgrund der einschlägigen Vorgängerregelung, der Aufzugsverordnung, der Betrieb von Mühlenbremsfahrstühlen nicht mehr zulässig. Schon seit 1. Oktober 1988 durften Mühlenbremsfahrstühle nicht mehr errichtet werden. Auf die bestehenden Anlagen waren im Wege des Bestandsschutzes die Technischen Grundsätze für den Bau von Aufzügen von 1927 anzuwenden. Bereits diese Grundsätze wiesen darauf hin, dass bei Mühlenbremsfahrstühlen auf damals übliche Sicherheitseinrichtungen verzichtet werde.

## Bilder
In der Sundwiger Mühle ist auch 2025 noch der 1865 erbaute Mühlenbremsfahrstuhl in Betrieb:

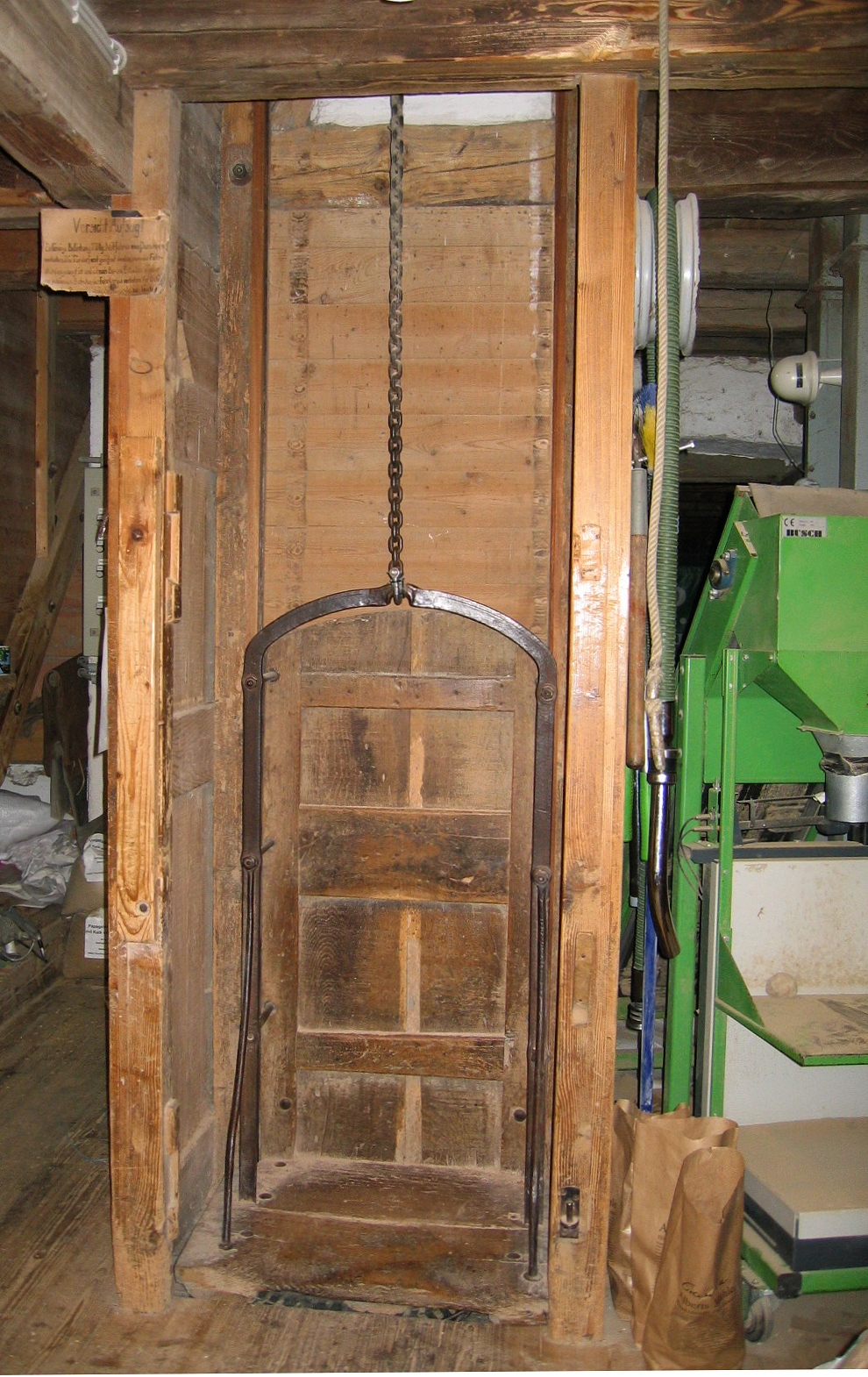
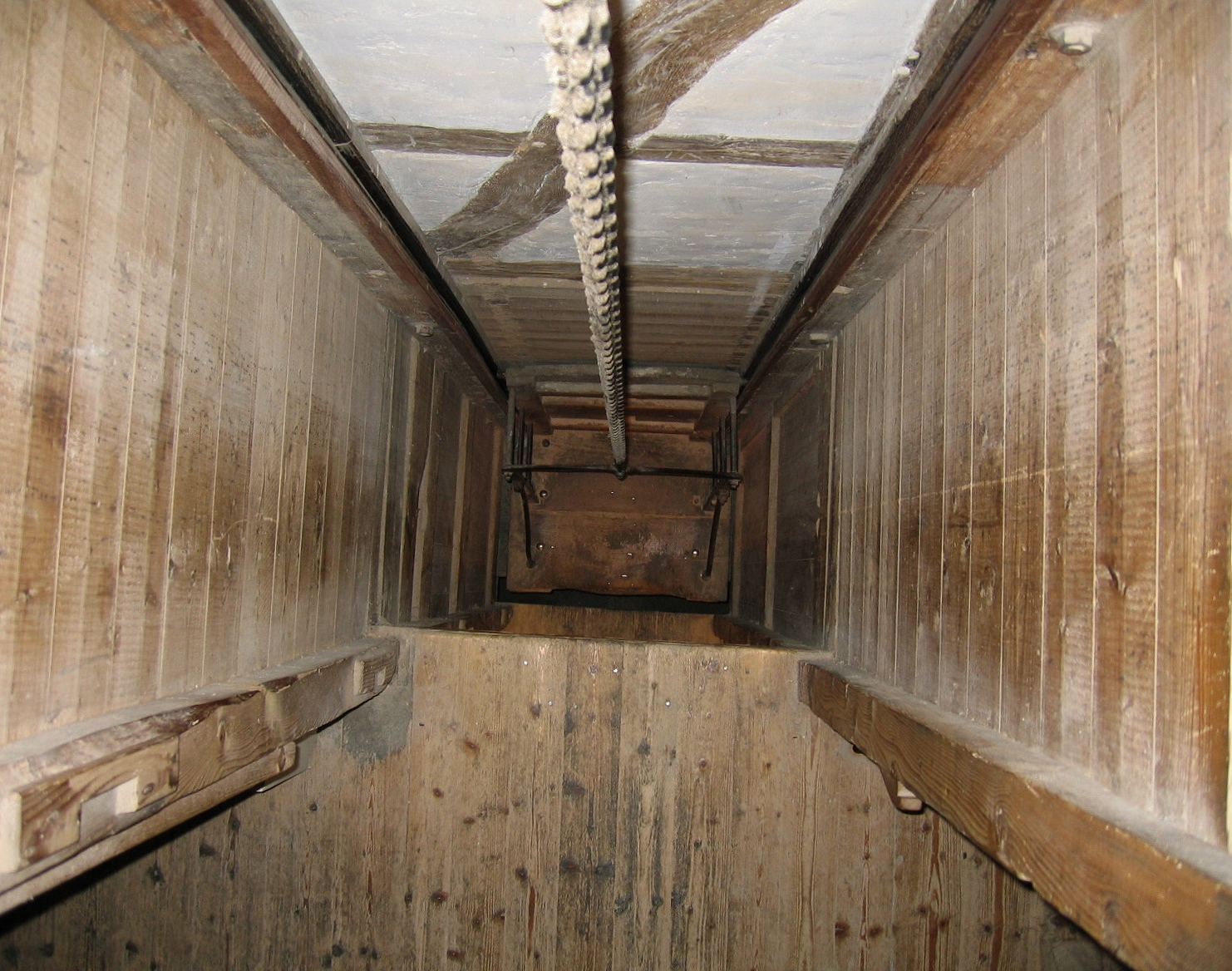
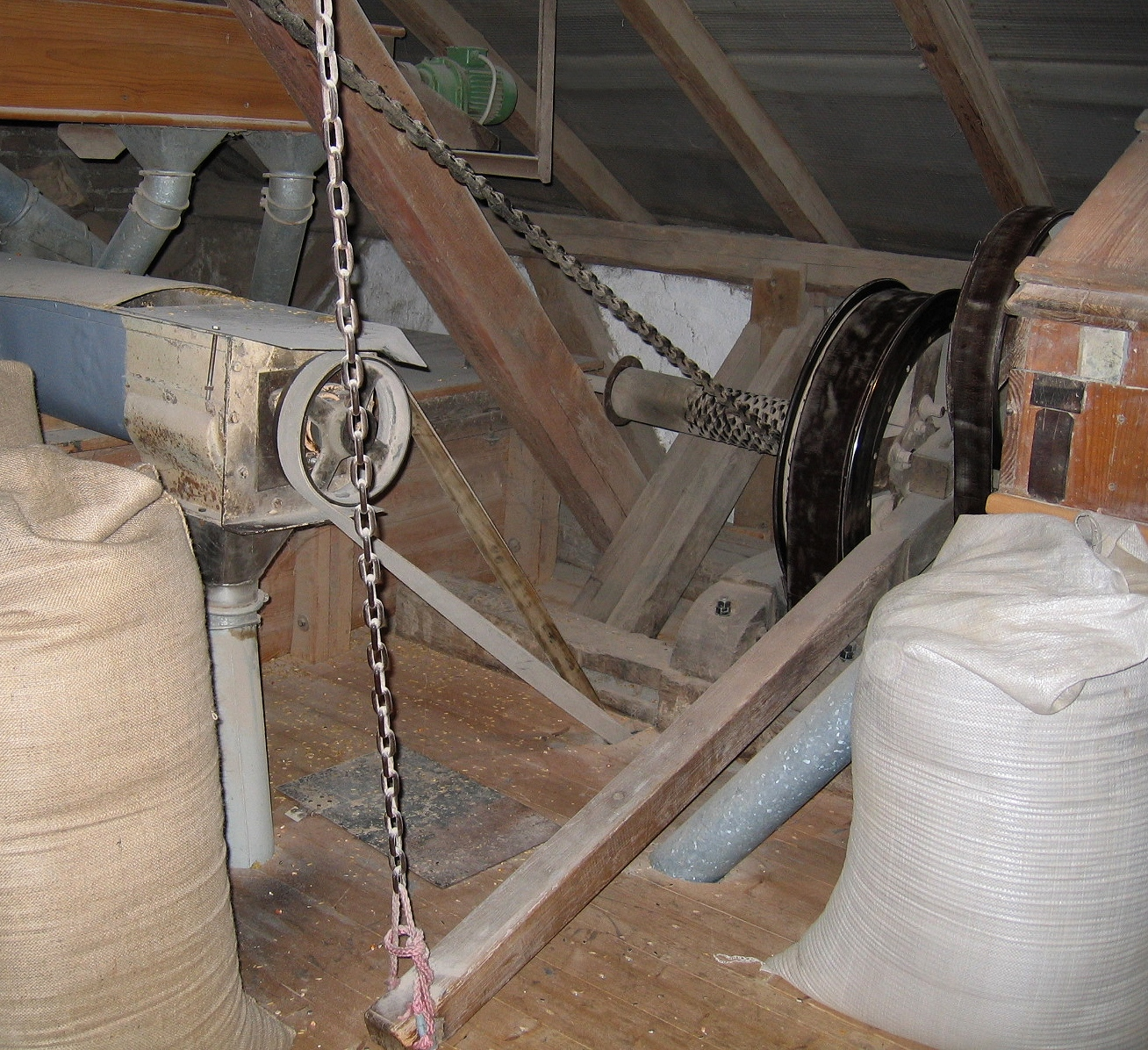
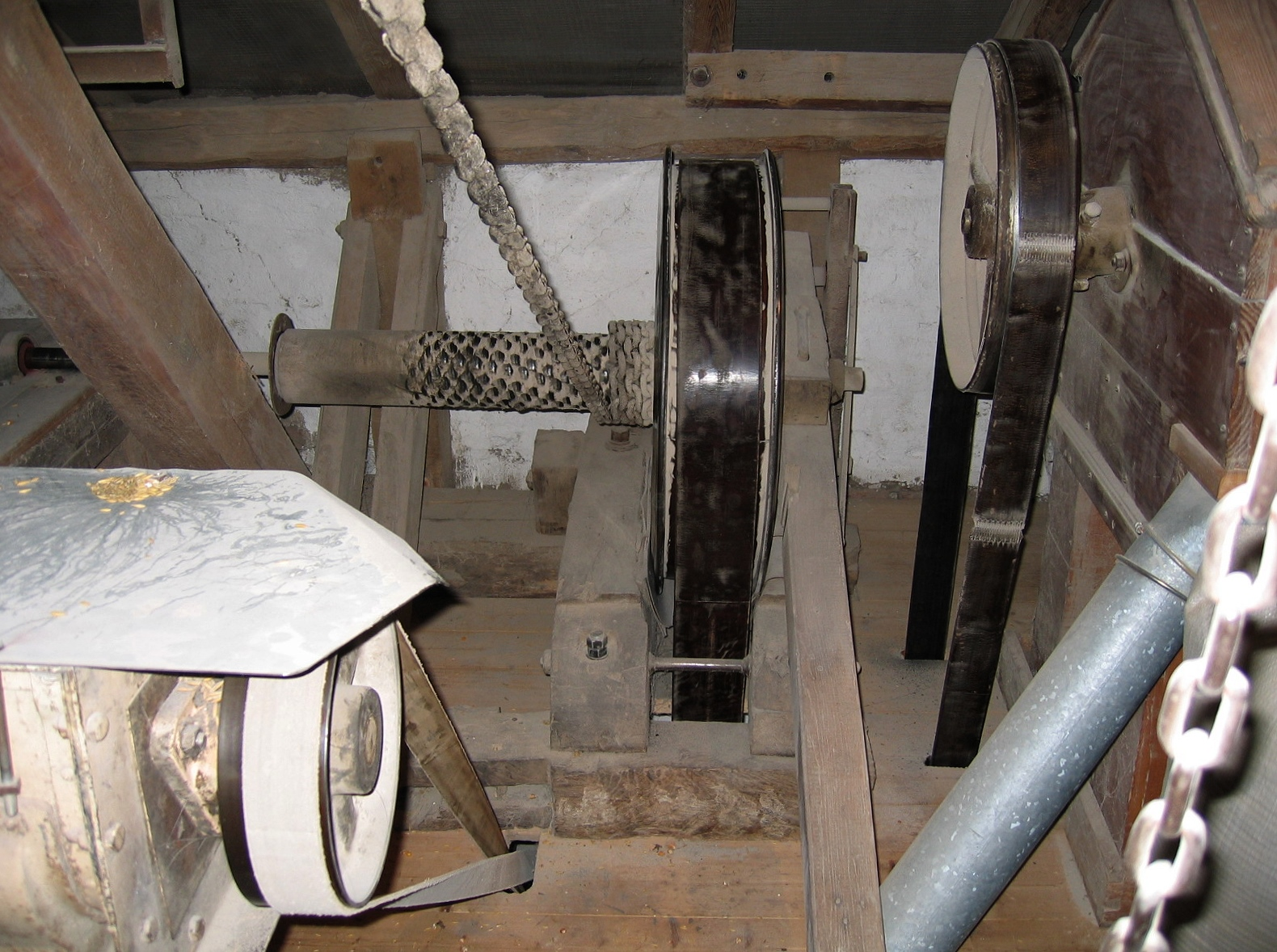